# Robert Voigtländer

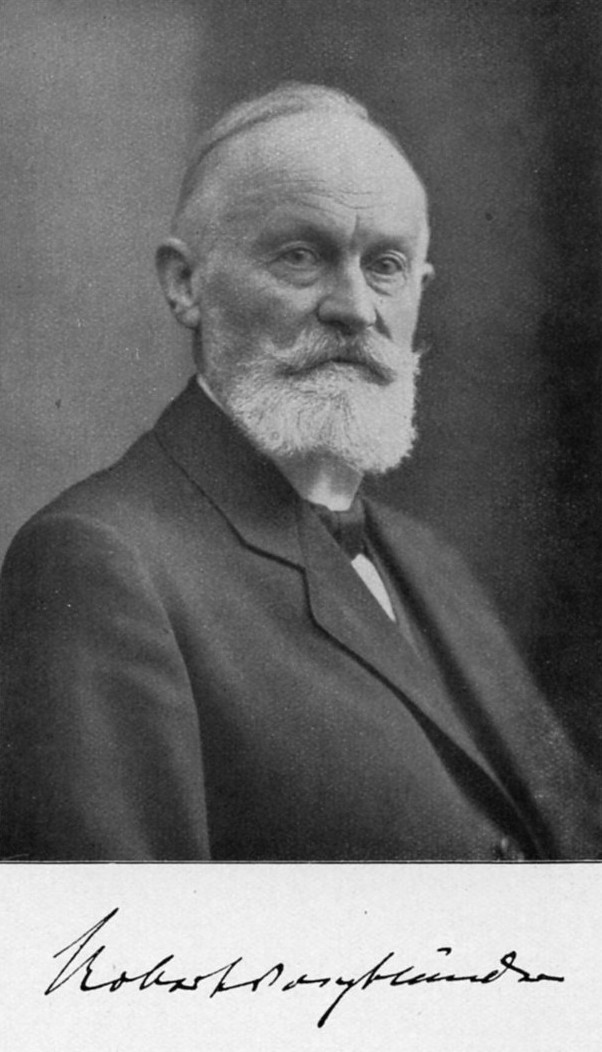
Robert Voigtländer, um 1925

Robert Voigtländer (* 4. August 1849 in Bad Kreuznach; † 27. September 1935) war ein deutscher Verleger.

## Leben
Voitgländers Vater war der Buchhändler und Verleger Robert Voigtländer sen. (1821–1866). Robert Voigtländer jun. machte nach dem Abitur von 1867 bis 1870 eine Buchhändlerlehre bei seinem Vater und in der Creutzschen Buchhandlung in Magdeburg, wo er anschließend auch als Gehilfe arbeitete. Als Kriegsfreiwilliger kämpfte Voigtländer dann im Deutsch-Französischen Krieg 1870/71. Anschließend arbeitete er in der Springerschen Buchhandlung in Berlin und besuchte einen sechsmonatigen Lehrkurs beim Verlag Breitkopf & Härtel in Leipzig, wo er die Druckerei kennenlernte. 1873 arbeitete er für zehn Monate in einer Buchhandlung in Wiesbaden, bevor er nach Bad Kreuznach zurückging und Prokurist in der Buchhandlung des Vaters wurde. 1876 wurde er Teilhaber des Geschäfts und gründete zusammen mit seinem Vater die Zeitung „Kreuznacher Tagblatt“. 1878 verkauften Vater und Sohn die Buchhandlung und konzentrierten sich ganz auf den Verlag R. Voigtländer. 1885 kam auch Robert Voigtländers Bruder Karl in den Verlag. 1887 starb Robert Voigtländer sen., im Jahr darauf verlegte Robert Voigtländer jun. den Verlag nach Leipzig, er verkaufte seine Abteilung für Jugendschriften und baute insbesondere den Verlagszweig für Schulbücher aus. Erfolgreiche Werke des Verlags waren Carl Georg Schillings’ „Mit Blitzlicht und Büchse“, das Fotos von in Freiheit lebenden Wildtieren enthielt, und die reich illustrierten „Lebensbilder aus der Tierwelt“ in sechs Bänden. Daneben gab der Verlag R. Voigtländer auch ca. 500 farbige Künstlersteinzeichnungen heraus. Seit 1911 erschien die Reihe „Voitgländers Quellenbücher“.
Voigtländer war daneben stark im Börsenverein des deutschen Buchhandels und im Verein Leipziger Buchhändler engagiert. 1909 wurde Voigtländers Sohn Otto Teilhaber des Verlags.
Ein Teil-Nachlass ist im Deutschen Buch- und Schriftmuseum in Leipzig zugänglich.

## Veröffentlichungen
- Das malerische und romantische Nahe-Thal und die Rhein-Nahe-Eisenbahn: Gallerie von Ansichten der schönsten Punkte mit erläuterndem Texte. Voigtländer, Kreuznach 1862.
- Voigtländer's Rheinbuch: Handbuch und Führer für Rheinreisende. Voigtländer, Kreuznach 1865.
- Voigtlaenders Pfalzfuehrer: Wegweiser für die Besucher der Bayrischen Pfalz und der Städte Mannheim, Heidelberg, Carlsruhe .... Voigtländer, Kreuznach / Leipzig 1873.
- An den rhein! Führer für Rheinreisende. Voigtländer, Kreuznach 1876.
- Zur Entwicklung des Verlagsrechts: Geschichte, Wünsche. Voigtländer, Leipzig 1892.
- Das Verlagsrecht an Schriftwerken, musikalischen Kompositionen und Werken der bildenden Künste: ein Handbuch der Verlagspraxis für Buchhändler. 2. Auflage. Voigtländer, Leipzig 1893.
- Die Gesetze betreffend das Urheberrecht und das Verlagsrecht an Werken der Litteratur und der Tonkunst vom 19. Juni 1901. Roßberg & Berger, Leipzig 1901 (Juristische Handbibliothek, 138); Digitalisat.
- Der Verlags-Vertrag über Schriftwerke, musikalische Kompositionen und Werke der bildenden Künste : ein Handbuch der Verlagspraxis für Buchhändler. 3. Auflage. Rossberg, Leipzig 1901.
- Meine Vorfahren und wir: Beitrag zur Geschichte der Familie Voigtländer 1629–1913. Voigtländer, Leipzig 1913.
- Der drohende Umsturz der Rechtschreibung. In: Börsenblatt für den Deutschen Buchhandel, 23. Februar 1920, Nr. 44, Redaktioneller Teil, S. 178 (Digitalisat).
- Selbstdarstellung. In: Gerhard Menz (Hrsg.): Der deutsche Buchhandel der Gegenwart in Selbstdarstellungen. Band 1. Felix Meiner, Leipzig 1925, S. 157–203.
- Entstehung, Inhalt und Anwendung der Richtlinien. In: Börsenblatt für den deutschen Buchhandel, 2. November 1926, Nr. 256, Redaktioneller Teil, S. 1306 (Digitalisat).